# 布里茨 (南非)

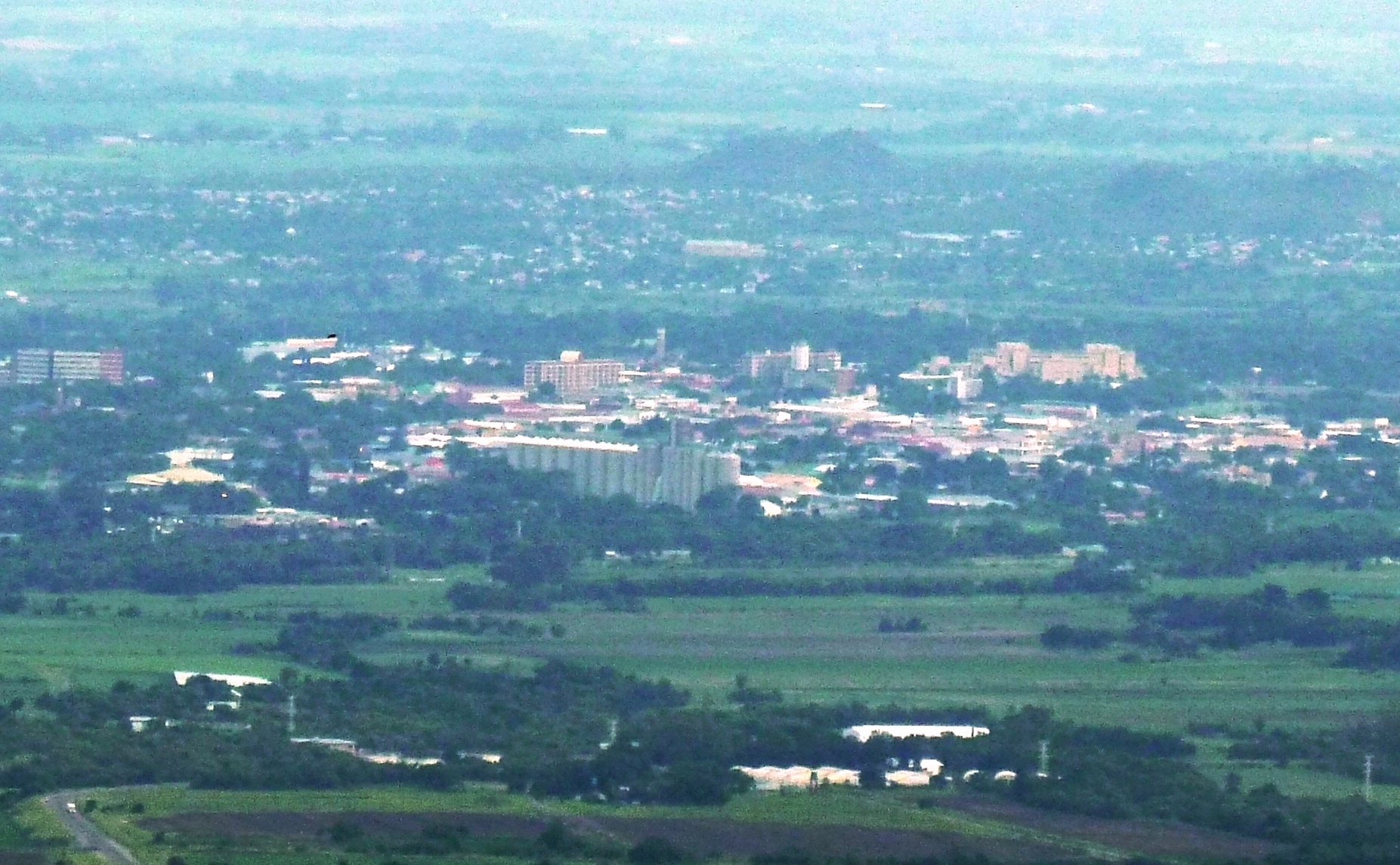

布里茨是南非的城鎮，位於該國東北部法爾河畔，由西北省負責管轄，距離約翰內斯堡約50公里，面積24.8平方公里，2001年人口12,383，人口密度每平方公里約500人。